# Aalen
Aalen est une ville d'Allemagne (Bade-Wurtemberg), au pied du Jura souabe. Sa population est de 66 813 habitants. Elle a donné son nom en géologie à l'un des étages du Jurassique, l'Aalénien.

## Histoire
| Appartenances historiques Comté d'Oettingen 1141-1360 Saint-Empire (Ville libre) 1360-1803 Électorat de Wurtemberg 1803–1806 Royaume de Wurtemberg 1806-1871 Empire allemand 1871-1918 République de Weimar 1918–1933 Reich allemand 1933–1945 Allemagne occupée 1945–1949 Allemagne de l'Ouest 1949–1990 Allemagne 1990-présent |

## Géographie
C'est une ville du land de Bade-Wurtemberg, situé dans le Sud de l'Allemagne, sur la rivière Kocher, à 48 km au nord d'Ulm. C'est aussi la plus grande ville du Wurtemberg oriental. La ville qui est devenue une Ville libre d'Empire en 1360, a été détruite par un incendie en 1634. En 1802 elle est rattachée au Duché devenu en 1806 Royaume de Wurtemberg. Le Musée du Limes d'Aalen consacré aux pièces d'archéologie romaines a été ouvert en 1964. Centre de communication, Aalen possède également des industries de machines, d'optique, de textile et de papier. 

## Monuments et musées

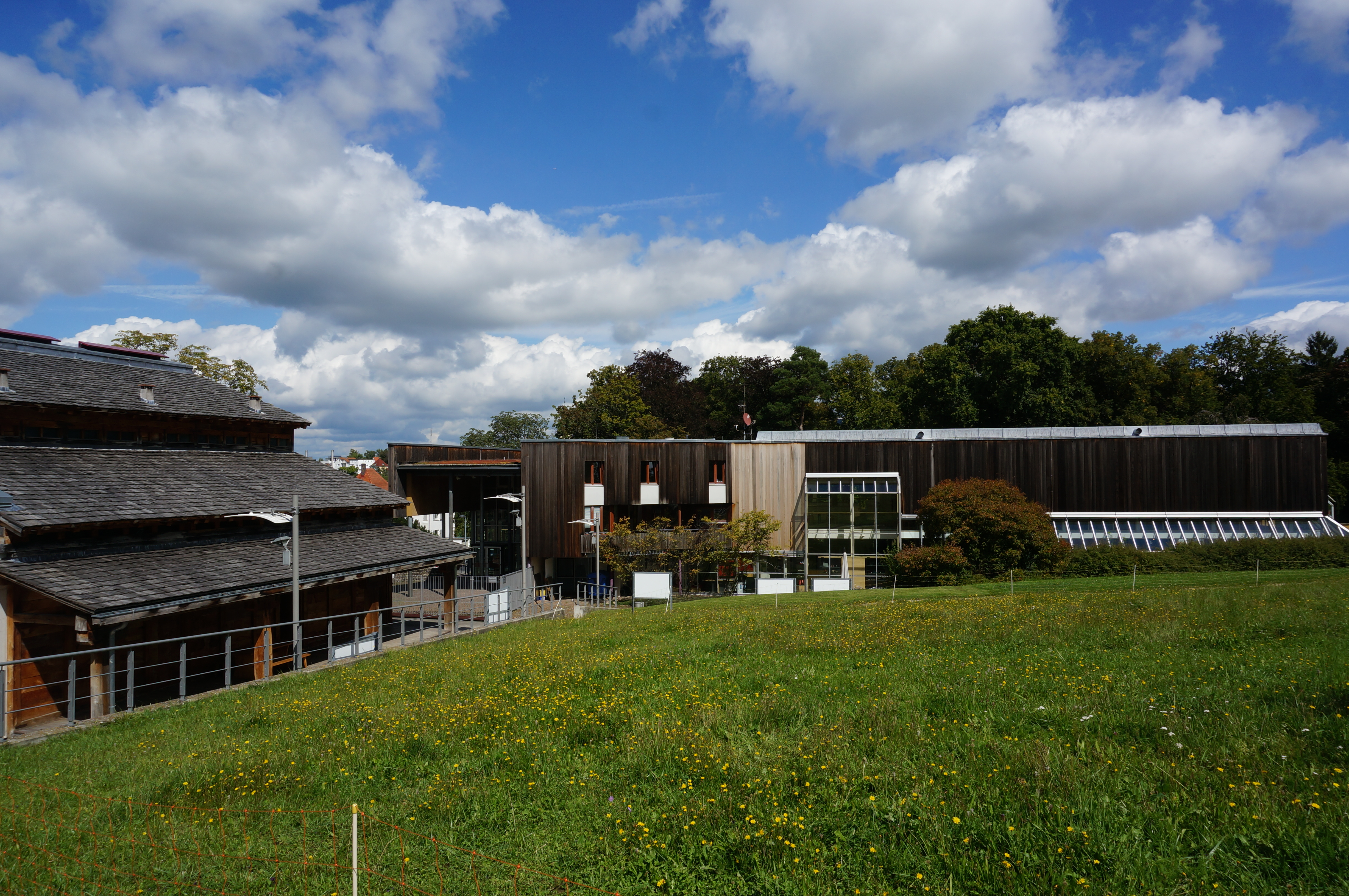
Musée du Limes d'Aalen.

Le limes de Germanie (Obergermanisch-Raetischer Limes) est un monument historique reconnu par l'UNESCO, et fait même partie des monuments classés « Frontières de l'Empire romain ». Cet édifice s'étend sur 550 km du Rhin (en passant par Lahn et Main) jusqu'au Danube. Les vestiges du mur sont présentés au sein du musée du Limes d'Aalen. Ce musée héberge une importante collection archéologique qui en fait le plus grand musée sur les Romains d'Allemagne, suivant leurs propres informations. Il propose des animations pour les enfants et une manifestation bisannuelle reconstituant un camp romain.
La bibliothèque d'Aalen est également le siège de l'une des plus grandes bibliothèques d'espéranto au monde.

## Économie et industries
Aalen compte environ 4 700 entreprises, dont 1 100 sont enregistrées au registre allemand du commerce mais aussi 2 865 PME et 701 entreprises d'élaboration.

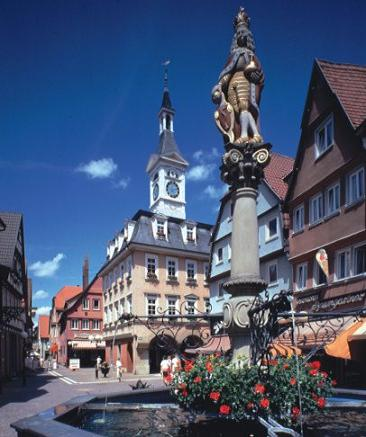
Place du marché d'Aalen.

Si l'industrie métallurgique est majoritaire à Aalen, les autres industries représentatives sont l'optique, le papier, la technologie de l'information et le textile.
Les entreprises à signaler sont SHW Automotive (issu de Schwäbische Hüttenwerke créé en 1671 à Wasseralfingen), Alfing Kessler, le fabricant d'outils de précision MAPAL Dr. Kress, le fabricant de chaînes à neige RUD Ketten Rieger & Dietz et sa filiale Erlau, la forge Gesenkschmiede Schneider, une société de média SDZ Druck und Medien, l'usine à papier Papierfabrik Palm, le fabricant de systèmes d'alarmes Telenot, un fournisseur de show laser LOBO electronic et une société de textile Lindenfarb, qui ont tous leur siège à Aalen.
Carl Zeiss Vision, la division Vision Care du fabricant de systèmes optiques Carl Zeiss dont le siège social est à Oberkochen, a une unité de fabrication de verre correcteur à Aalen depuis 1947.

## Transports

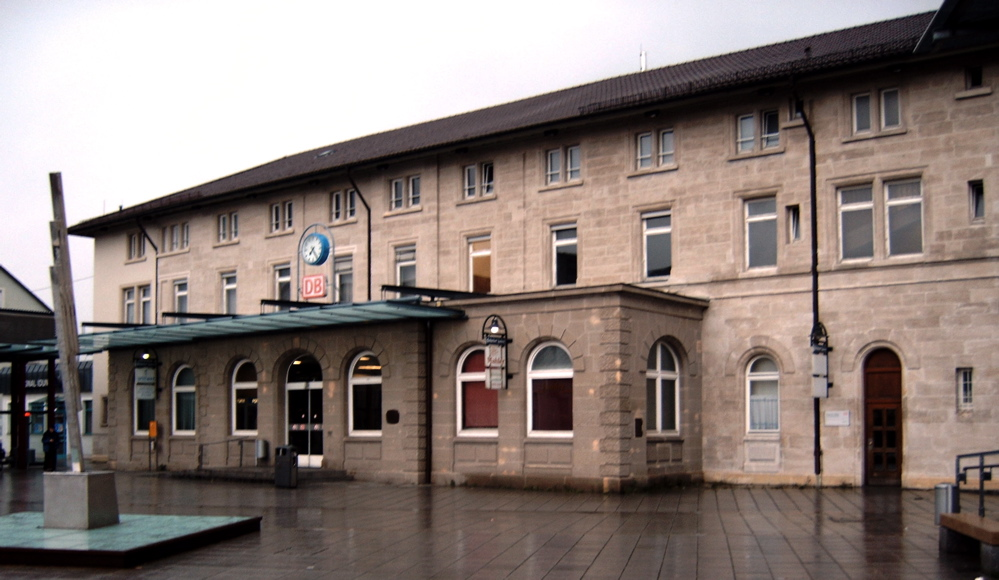
Gare d'Aalen.

### Réseau ferré
La gare d'Aalen est un nœud ferroviaire régional des lignes de Rems Railway (en) au départ de Stuttgart, de Brenz Railway (en) à partir d'Ulm, de Upper Jagst Railway (en) à Crailsheim et de Ries Railway à Donauwörth (en). Depuis 1972, Härtsfeld Railway est relié à Aalen avec Dillingen via Neresheim. Les autres gares hors des limites de la ville sont Hofen (b Aalen), Unterkochen, Wasseralfingen et Goldshöfe station (en). Les trains ne s'arrêtent plus à Aalen-Erlau.
La gare d'Aalen accueille, toutes les deux heures, les trains de la ligne 61 d'InterCity, desservant les villes de Karlsruhe–Stuttgart–Aalen–Nuremberg. Les lignes régionales de Interregio-Express (en), Regional-Express et Regionalbahn s'arrêtent à Aalen. Le fret de marchandises (Industriebahn Aalen) transporte environ 250 convois par an.

### Réseau routier
Aalen/Westhausen et Aalen/Oberkochen relient Aalen à l'autoroute A7 (Wurtzbourg–Füssen). Les routes fédérales (Bundesstraßen) qui passent par Aalen sont la B 19 (Wurtzbourg–Ulm), la B 29 (Waiblingen–Nördlingen) et la B 290 (Tauberbischofsheim–Westhausen). La route touristique route des poètes souabes (de) ouverte en 1977/78 conduit à Aalen.
De nombreuses lignes de bus desservent les alentours. La compagnie Omnibus-Verkehr Aalen est l'une des quelques rares sociétés de transport allemandes qui, depuis 1966, utilisent encore des autobus à étage.

### Transport aérien
L'aéroport de Stuttgart, qui propose des connexions internationales, se trouve à environ 90 km. L'aéroport Aalen-Heidenheim, situé à 15 km au sud-est d'Aalen, reçoit des avions plus petits.

### Pistes cyclables
Les pistes cyclables empruntables autour d'Aalen sont la Deutscher Limes-Radweg (German Limes) et la Kocher-Jagst.

## Sport
| Club                         | Sport    | Fondé en | Ligue                                  | Stade       | Entraîneur        |
| ---------------------------- | -------- | -------- | -------------------------------------- | ----------- | ----------------- |
| VfR Aalen                    | Football | 1921     | Championnat d'Allemagne de football D2 | Waldstadion | Stefan Ruthenbeck |
| Hockeyclub Suebia Aalen e.V. | Hockey   | 1991     | 2.Verbandsliga                         | Bürgle      | Bernd Abele       |

## Jumelages
La ville de Aalen est jumelée avec :
- Saint-Lô (France) depuis 1978 ;
- Christchurch (Royaume-Uni) depuis 1978 ;
- Tatabánya (Hongrie) depuis 1987 ;
- Antakya (Turquie) depuis 1995 ;
- Cervia (Italie) depuis le 24 mai 2009;
- Saint-Ghislain (Belgique) depuis le 11 mai 2024.

## Personnalités

### Citoyens d'honneur
- Wilhelm Jedele, (1810–1872), forestier[6]
- Moritz Mohl (1802–1888), économiste et homme politique spécialisé en économie, député, entre autres, à l'assemblée nationale de Francfort, au Reichstag et de l'assemblée de Wurttemberg
- Heinrich Bosch (1831–1902), médecin
- Julius Bausch (1835–1921), maire de la ville de 1873 à 1900
- Wilhelm Jakob Schweiker (1859–1927), fondateur de l'association consacrée à  l'histoire d'Aalen et à l'origine du prix Wilhelm-Jakob-Schweiker-Preises[7].
- Wilhelm Merz
- Christian Oesterlein (1845–1936), architecte urbain
- Heinrich Rieger (1856–1935), entrepreneur
- Friedrich Schwarz (1871–1942), maire de la ville de 1903 à 1934
- Ruland Ayßlinger (1850–1936), compositeur
- Johannes Uhlmann (1856–1940)[8]
- Erwin Rommel (1891–1944), feld-maréchal, a grandi à Aalen
- Franz Joseph Fischer (de) (1871–1858), évêque de Rottenburg-Stuttgart et évêque titulaire de Zuri (de)
- Paul Edel[9]
- Carl Schneider
- Karl Schübel (1904–2000), maire de la ville de 1935 à 1945 et de 1950 à 1975
- Ulrich Pfeifle (né en 1942), maire de la ville de 1976 à 2005

### Nés à Aalen
- Bartholomäus Scherrenmüller (environ 1450 à 1493), médecin, professeur, auteur et traducteur
- Johann Christoph von Westerstetten (1563–1637), évêque au service du prince de Eichstätt et contre-réformateur
- Joseph Bullinger (1744–1810), Théologue, ami de la famille de Mozart
- Johann Gottfried Pahl (1768–1839), écrivain, représentant du Spätaufklärung
- Christian Plock (1809–1882), artiste fondeur
- Karl Joseph von Hefele (1809–1893), historien de l'église et évêque
- Julius Gös (1830–1897), maire de Tübingen
- Oskar von Schwarzkopf (1838–1903), superintendant général de Schwäbisch Hall et de Heilbronn ainsi que prédicateur à Stuttgart
- Otto Stockmayer (1838–1917), prêtre et évangéliste
- Hermann Plock (1858–1920), peintre du réalisme
- Franz Joseph Fischer (1871–1958), théologiste catholique, évêque
- Paul Linser (1871–1963), Dermatologue et vénérologue; enseignant à Tübingen
- Gustav Beißwänger (1875–1946), président du land au DNVP et député au Landtag (1919–1928)[10]
- Wilhelm Enßlin (1885–1965), historien de l'antiquité
- Hermann Schipprak (1885–?), entrepreneur
- Kurt Göhrum (1891–1953), SS-Gruppenführer und Polizeichef in Berlin
- Karl Wahl (1892–1981), NSDAP-Gauleiter Schwabens, SS-Obergruppenführer
- Adolf Kling (1893–1938), geboren in Unterkochen; Politiker (NSDAP), Landtags- und Reichstagsabgeordneter
- Kurt Jooss (1901–1979), geboren in Wasseralfingen; Tänzer, Choreograf und Tanzpädagoge
- August Zehender (1903–1945), chef de Brigade SS et  commandant général des armes SS
- Albrecht Faber (1903–1986), biologiste, fondateur de la bioacoustique
- Paul Buck (1911–2006), professeur de piano
- Bruno Heck (1917–1989), homme politique (CDU), ministre et secrétaire général du CDU
- Gertrude Schoen (1919-2016), sculpteur. Musée Gertrude Schoen, Laroque-Timbaut, Lot-et-Garonne, France.
- Sieger Köder (* 1925), prêtre et artiste
- Hermann Bausinger (* 1926), germaniste
- Walter Ott (1928–2014), chercheur
- Hans Elsässer (1929–2003), astronome
- Wolfgang W. Wurster (1937–2003), chercheur dans le bâtiment et archéologue
- Artur Elmer (* 1939), artiste et fondateur de l'association artistique de Aalen
- Helmut Schuster (1939–2010), peintre et professeur d'arts plastiques
- Hans Dieter Köder (* 1940), homme politique (SPD), député du Landtag (1980-1996)
- Alfred Bachofer (* 1942), ancien maire de Nürtingen
- Helmut Digel (* 1944), joueur de handball, spécialiste de sport
- Walter Adams (* 1945 à Wasseralfingen), athlète
- Reinhard Buchholz (* 1947), diplomate, ambassadeur allemand au Cameroun (depuis 2010)
- Ivo Holzinger (* 1948), Politiker (SPD), maire de Memmingen (depuis 1980)
- Jochen Hieber (* 1951), rédacteur au journal FAZ, auteur
- Werner Sobek (* 1953), ingénieur dans le bâtiment et architecte
- Walter Raizner (* 1954), manager, ancien président de Telekom
- Ricarda Strobel (* 1954), spécialiste allemande des médias
- Bernd Hitzler (* 1957), homme politique (CDU), député au Landtag
- Steffen Schorn (* 1957), musicien de jazz et enseignant dans le supérieur
- Patriz Ilg (* 1957), athlète (sauts d'obstacles, champion du monde (1983)
- Tommy Steiner (* 1962), chanteur de variétés et acteur
- Martin Haas (* 1962), journaliste, animateur à la télévision et présentateur du journal télévisé
- Christiane Michel-Ostertun (* 1964), Organiste, enseignant dans le supérieur, dirige une chorale
- Martin Gerlach (* 1965), homme politique (sans parti), maire de Aalen (depuis 2005)
- Thomas Zander (* 1967), lutteur, médaillé d'argent aux jeux olympiques et champion du monde (1994)
- Carl-Uwe Steeb (* 1967), joueur de tennis
- Markus Grill (* 1968), journaliste d'investigation
- Markus Lonardoni (* 1961), compositeur pour les films, auteur
- Frank Forst (* 1969), bassiste, enseignant dans le supérieur
- Georg Boeßner (* 1972), pianiste
- Oliver Jörg (* 1972), homme politique (CSU), député au Landtag
- Erol Sabanov (* 1974), gardien de but
- Axel Schlosser (* 1976), musicien de jazz
- Katrin Bauerfeind (* 1982), animatrice radio et télévision
- Manuel Fischer (* 1989), joueur de football
- Patrick Funk (* 1990), joueur de football
- Fabio Kaufmann (* 1992), joueur de football germano-italien

### Autres personnalités en relation avec Aalen
- Christian Friedrich Daniel Schubart (1739–1791), poète, organiste, compositeur et journaliste; a passé son enfance et sa jeunesse à Aalen.
- Georg Wilhelm Zapf (1747–1810), historien et bibliographe, était de 1765 à 1770 à Aalen.
- Hermann Bauer (1814–1872), prêtre et historien sur la ville, était de 1847 à 1854 diacre à Aalen et a publié les résultats de ses recherches sur Aalen.
- Wilhelm Ganzhorn (1818–1880), juriste et parolier rendu célèbre par la chanson Im schönsten Wiesengrunde, était de 1854 à 1859 juge de paix à Aalen.
- Rudolf Douala Manga Bell (1873–1914), roi du peuple de Douala au Cameroun du temps de la colonisation allemande, a vécu de 1891 à 1896 à Aalen. Son nom est donné à une place de la ville le 1er juillet 2023.
- Georg Elser (1903–1945), résistant contre le nationalsocialisme, a travaillé en 1923 comme employé menuisier à la fabrique de meubles Paul Rieder à Aalen.